# 970 هـ
970 هـ هي سنة في التقويم الهجري امتدت مقابلةً في التقويم الميلادي بين سنتي 1562 و1563.

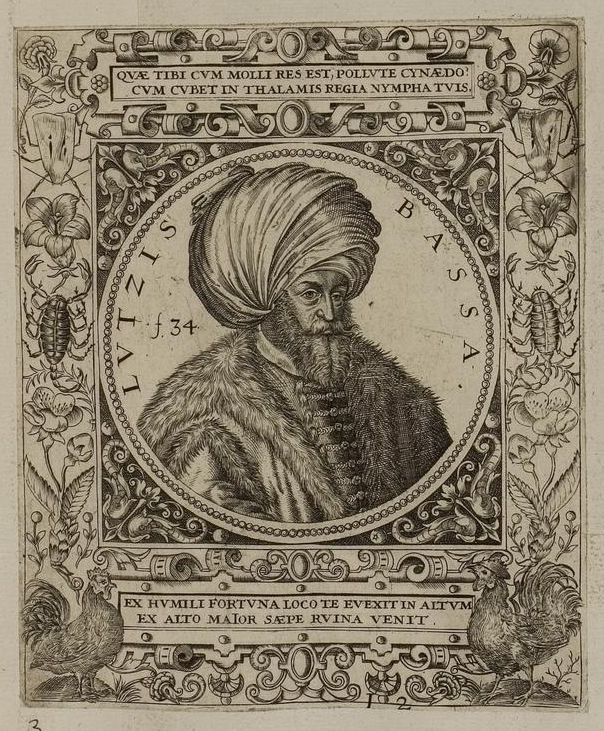
لطفي باشا

## وفيات
- ابن نجيم
- لطفي باشا
- ابن خطير الدين، الذي ينعت بالغوث.